# Lanocira rapax
Lanocira rapax is een pissebed uit de familie Corallanidae. De wetenschappelijke naam van de soort is voor het eerst geldig gepubliceerd in 1901 door Moore.